# Octave Mannoni
Dominique-Octave Mannoni (La Motte-Beuvron, 29 agosto 1899 – Boulogne-Billancourt, 30 luglio 1989) è stato un etnologo, psicoanalista e insegnante francese.

## Biografia
Nato in un paese del Loir-et-Cher da genitori di origine corsa, studiò filosofia a Strasburgo, insegnò in Martinica e in Madagascar, dove ebbe modo di porsi problemi legati al colonialismo, su cui scrisse diversi saggi. Nel 1945 divenne capo del Servizio d'informazioni dell'isola e diresse quindi la "Revue de Madagascar". Dopo la rivolta cominciata nel marzo 1947 e repressa nel sangue, scrisse la Psychologie de la colonisation (1950, riedita nel 1984 con il titolo di Prospero et Caliban), probabilmente la sua opera principale, più tardi criticata da Aimé Césaire e Frantz Fanon. L'autore intanto era tornato in Francia, dove cominciò la pratica analitica seguendo Jacques Lacan e si impiegò in un ospedale psichiatrico di Évreux. Divenne quindi psicoanalista associandosi alla "Société psychanalytique de Paris" (SPP).
Fu marito di Maud Mannoni (1923-1998), con la quale (e con Patrick Guyomard) fondò il "Centre de Formation et de Recherches Psychanalytiques" (CFRP) nel 1985 e collaborò alla collana "L'Espace analytique" presso le Éditions Denoël.
Pur essendo affiliato a Lacan, ed averlo seguito e difeso in mezzo alle polemiche, Mannoni ne fu abbastanza indipendente, arrivando ad aderire all'antipsichiatria degli anni 1980.
Un suo libro su Sigmund Freud (1968) lo rese noto anche in Italia. Si dedicò oltre alla pratica alla psicoanalisi sotto forma letteraria, scrivendo opere d'impianto saggistico e filosofico in forma di narrazione.

## Opere
- Psychologie de la colonisation, Paris: Seuil, 1950; poi come Prospero et Caliban, Éditions Universitaires, 1984; e Le racisme revisité, Denoël, 1997
- Lettres personnelles à Monsieur le Directeur, Seuil, 1951; poi come La machine, Paris: Tchou, 1977; e Lettres personnelles, fiction lacanienne d'une analyse, Paris: Denoël, 1990; trad. Lettere personali, Milano: Spirali, 2006
- Prospettive psicoanalitiche sull'uomo di domani, in Pietro Prini (a cura di), Il mondo di domani, Roma: Abete, 1964 (relazione svolta a un incontro internazionale di Perugia)
- Freud, nella collana "Écrivains de toujours", Seuil, 1968; trad. di Alfredo Salsamo, Freud, Bari: Laterza, 1970; trad. di Cristina Frua De Angeli, Freud, Milano: Spirali/Vel, 1992
- Clefs pour l'imaginaire ou l'Autre Scène, Seuil, 1969; trad. di Paola Musarra e Luigia Maria Cesaretti, La funzione dell'immaginario. Letteratura e psicanalisi, introduzione di Emilio Garroni, Bari: Laterza, 1972; Psicanalisi e letteratura, Milano: Spirali/Vel, 1989
- L'analisi originaria, presentazione di Antonello Armando, trad. di A. Armando e Carlo Mazzantini, Roma: Armando, 1973 (antologia di saggi)
- Fictions freudiennes, Seuil, 1978
- Des psychanalystes vous parlent de la mort (a cura di), Paris: Tchou, 1979
- Un commencement qui n'en finit pas: transfert, interprétation, théorie, Seuil, 1980; trad. Un debutto che non finisce: transfert, interpretazione, teoria, Milano: Spirali, 1981
- Ça n'empêche pas d'exister, Seuil, 1982
- L'amore da transfert, trad. di Sonia Ferro, Milano: Spirali, 1987 (antologia)
- Il difetto della lingua, trad. di Edi Pasini e Mario Porro, Parma: Pratiche, 1988 (antologia)
- Un si vif étonnement: la honte, le rire, la mort, Seuil, 1988; trad. di Susanna Rospo, Un così vivo stupore: la vergogna, il riso, la morte, Roma: Armando, 1994
- Nous nous quittons, c'est là ma route: carnets, Denoël, 1990; trad. di Sergio Dalla Val, Ci lasciamo, questa è la mia strada. Taccuini, Milano: Spirali/Vel, 1993